# 日本労働組合評議会
日本労働組合評議会（にほんろうどうくみあいひょうぎかい）は、戦前に日本に存在した労働組合。略称は評議会。
関東大震災以後の普通選挙法の施行と国際労働会議への代表派遣によって総同盟内の社会民主主義や労働組合主義に拠った右派と共産主義に親和的な左派との対立が激化、遂には1924年（大正13年）4月16日に西尾末廣主事の声明によって左派系の拠点だった関東地方評議会の除名により分裂は決定的となった。既に総同盟左派26組合は総同盟革新同盟を結成していたが、1925年（大正14年）5月に総同盟と完全に訣別し日本労働組合評議会を結成、野田律太を委員長に選出した。評議会は日本共産党の影響を強く受け、プロフィンテルンと連携を持った。
評議会は数多くの労働争議を指導し、世間の注目を集めた。なかでも共同印刷争議、日本楽器争議が有名である。渡辺政之輔らは工場委員会を組織したが、セクト主義により労働戦線を拡大・統一することはできなかった。
1928年（昭和3年）3月15日の共産党活動家一斉検挙に伴い共産党関係者が深く関わっていた合法左派団体への検挙・弾圧も激化し、同年4月10日には労働者農民党・無産青年同盟とともに治安警察法による解散命令で活動停止を余儀なくされた。しかし評議会関係者を中心として、同年12月に非公然ながら日本労働組合全国協議会として再建された。